# Шва (латиница)
Ə, ə (шва) — буква расширенной латиницы. В фонетическом алфавите и в атаяльском языке обозначает одноимённый гласный звук [ə]. В азербайджанском языке обозначает ненапряжённый гласный переднего ряда нижнего подъёма [æ]. Также использовалась в яналифе для передачи звука [æ] и в Едином северном алфавите. В африканском алфавите буква является 9-й по счёту. В диалекте Hǝn̓q̓ǝmin̓ǝm̓ языка халкомелем данная буква также используется.
В фонотипическом алфавите у буквы была заглавная форма .